# Barragem de Cahora Bassa
A barragem de Cahora Bassa ou, alternativamente, Caora Bassa (Cabora Bassa durante o período colonial português) situa-se no Rio Zambeze, na província de Tete (a 120 km desta cidade), em Moçambique.
A sua albufeira é a quarta maior de África (depois de Assuão, Volta e Kariba), com uma extensão máxima de 250 km em comprimento e 38 km de afastamento entre margens, ocupando cerca de 2700 km² e tendo uma profundidade média de 26 metros. É ainda a maior barragem em volume de betão construída em África e o maior empreendimento do Estado Português no antigo império.
É actualmente o maior produtor de electricidade em Moçambique, com capacidade superior a 2000 megawatts, que abastece Moçambique (perto de 250MW), África do Sul (1100MW) e Zimbabué (400MW). Decorrem negociações para o abastecimento do Maláui com energia eléctrica de Cahora Bassa.
"Kahoura-Bassa", grafia original da barragem na língua CiNyungue, falada na região de Tete, significa "acabou o trabalho", pois o rio deixa a de ser navegável a partir deste ponto.

## História

### Antecedentes
A barragem de Cahora Bassa tinha como narrativa o propósito de fornecer eletricidade para estimular a agricultura, silvicultura e a produção industrial no vale do Zamzebi, além de fomentar o desenvolvimento comercial da indústria pesqueira no Lago Cahora Bassa. Outros planos colonialistas tinham como expectativa que a nova fonte de energia facilitasse a exploração de recursos abundantes como o carvão, ferro, cobre e titânio localizado no distrito de Tete, além da bauxita e cromo nas regiões vizinhas.
Ademais, o projeto também iria frear os avanços da Frente de Libertação de Moçambique (FRELIMO), formando uma barreira geográfica formidável, usando também colonatos, muitos ex-soldados, em comunidades de colonos armados como uma primeira linha de defesa contra os guerrilheiros africanos que buscavam chegar a Lourenço Marques (atual Maputo), estes cujo tinham bases na Zâmbia e Malawi. O grupo revolucionário estava em guerra com Portugal desde 1964.
A incerteza econômica de ser um negócio lucrativo e ameaças à segurança fizeram os idealizadores da barragem pararem e repensarem, mas a ansiedade de garantir o mercado hidroelétrico e obter suporte militar para o estado colonial fez com que Portugal e a África do Sul firmassem um acordo energético e militar. Portugal venderia a energia gerada por um valor muito abaixo do praticado no mercado internacional, enquanto a África do Sul iria prevenir o avanço das "forças terroristas".
Após três anos de negociações, Lisboa assinou um acordo de 515 milhões de dólares com a Zamco — um consórcio dominado pela África do Sul com parceiros na Alemanha Ocidental, França, Itália e Portugal — para construir a barragem de Cahora Bassa. Começou a ser construída em 1970 e foi terminada em 1974.

### Planejamento e construção
Fernando Crispim de Sousa era o director principal e os estudos hidráulicos e estruturais do projeto foram desenvolvidos pela empresa de consultoria Hidrotécnica Portuguesa, em Lisboa. Teve a orientação geral de Alberto Abecassis Manzanares, com a colaboração na parte hidráulica do engenheiro António Quintela e na parte estrutural dos engenheiros João de Salvador Fernandes e António Cruz.[carece de fontes?] Os estudos hidráulicos em modelos reduzidos foram desenvolvidos no LNEC sob a supervisão do Eng. Fernando Lemos na Divisão de Hidráulica das Estruturas com a participação do Eng. Jorge Paes Rios.[carece de fontes?]

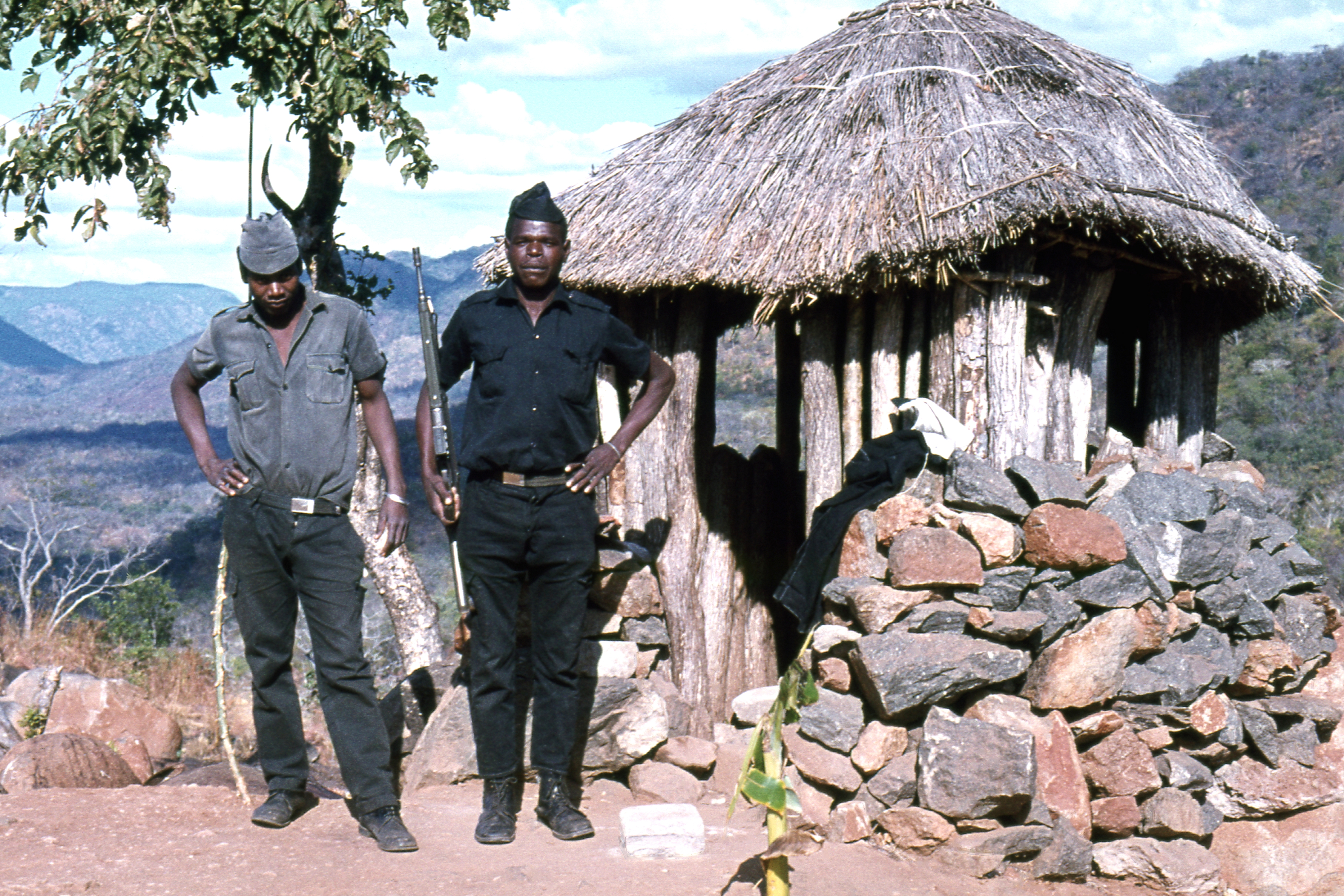
Militares na patrulha em Songo protegendo a construção da barragem (1974)

A construção do empreendimento era protegida pelos Batalhões de Caçadores Pára-quedistas portugueses 31 e 32. No mesmo período que estava sendo construída, militares da África do Sul, Rodésia e de Moçambique se encontravam regulamente para planejar estratégias para contenção dos avanços dos guerrilheiros da FREMILO e ZANU.

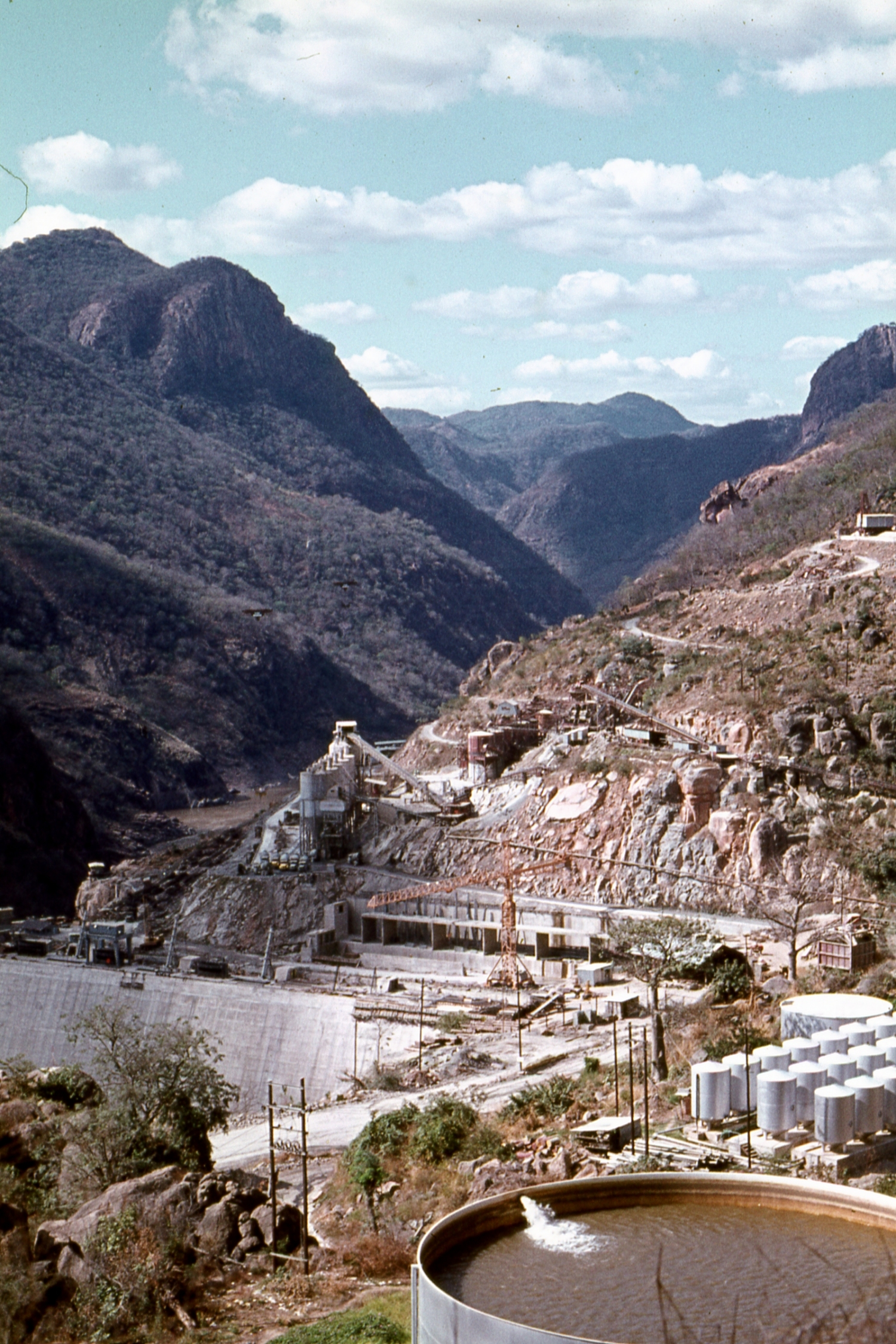
A barragem de Cahora Bassa sendo construída (1974)

Para a construção ficar pronta e funcional no tempo estipulado, isto é, antes de janeiro de 1975, o rio teve que ser desviado na estação seca de 1970–71, para que a barragem pudesse ser construída antes das enchentes de 1971–72. O muro principal foi erguido na estação seca de 1972–73 e o lago enchido em dezembro de 1974.
Essa agenda apertada não permitiu que erros fossem cometidos, caso contrário, seria necessário mais um ano para que as adequações fossem realizadas. Isso refletiu na pouca atenção tomada para as consequências que o esquema hidroelétrico traria para as comunidades locais e o meio ambiente. Poucas pesquisas etnográficas foram realizadas no entorno das áreas que seriam afetadas pela construção, e menos considerações ainda foram feitas em relação aos impactos causados pelo preenchimento do reservatório ou rio abaixo na vida selvagem.
Houve protestos por parte dos nativos e moradores que iriam ter suas casas e plantações alagadas pelo construção da barragem. Em 1970, os administradores locais, acompanhados de policiais armados e intérpretes, tentaram persuadir os chefes das comunidades e os moradores a se mudarem para os aldeamentos, apenas com explicações vagas porque o reassentamento era necessário. A partir de 1971, já foram dado ordens para que os os chefes das comunidades locais simplesmente se realocassem, com o a táticas coercivas ou abertamente violentas ao encontrar qualquer resistência. O programa de aldeamento foi considerado um fracasso.

### A hidroeléctrica e aGuerra Civil Moçambicana
Antes da independência moçambicana, a FRELIMO tentou, com propaganda e sabotagem, impedir a construção da barragem, declarando que ela era "um crime e que nunca deveria ser concluído". Apesar disso, nunca conseguiram comprometer o andamento das obras e a finalização do barragem, apesar de casos de sequestro a trabalhadores da construção e a ataques a caminhões com suprimentos. Após a Revolução de 25 de Abril de 1974 e a independência de Moçambique (25 de junho de 1975), a FRELIMO entrou no poder do país, e os planejadores estatais moçambicanos estavam confiantes que a usina iria ser crucial para o desenvolvimento do vale do Zambeze.

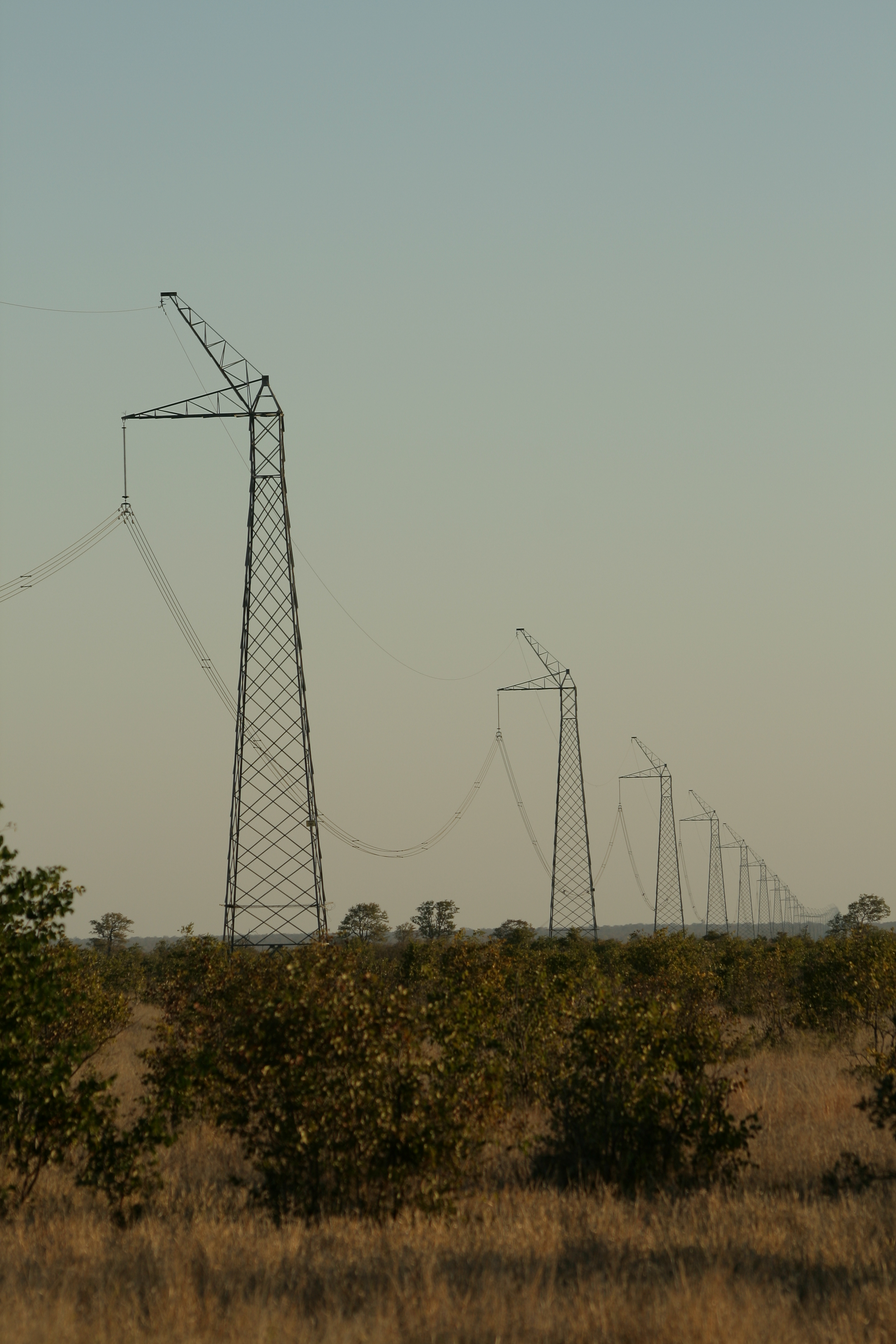
Linha de transmissão HVDC de Cahora Bassa cruzando o Parque Nacional Kruger, África do Sul

Contudo, a barragem, ou o "elefante branco", como foi chamado pelo presidente Samora Machel, "não seria fácil de domesticar". Nos Acordos de Lusaca de 1974, Portugal assumiu responsabilidade pelo débito massivo que contraiu com a construção da barragem e, até que fosse reembolsado, Portugal, e não Moçambique, tinha o controle efetivo sobre Cahora Bassa. O fato de a necessidade total de energia de Moçambique ser inferior a 10% da produção da barragem complicou ainda mais os esforços da FREMILO para aproveitar o projeto hidrelétrico para fins domésticos. Expansões nas linhas de transmissões e subestações foram feitas em todo país para garantir o acesso à energia em todo o Moçambique, num acordo multimilionário feito em 1980 com a França e Itália, que ficariam prontos dois anos depois.
Desde a independência até o ano de 2006, a empresa Hidroeléctrica de Cahora Bassa (HCB) foi detida conjuntamente pelo estado de Moçambique, com uma participação de 18%, e pelo estado português, com uma participação de 82%. O sistema hidroeléctrico esteve apenas esporadicamente a funcionar durante a década de 1980, devido à guerra de desestabilização de Moçambique, financiado pela África do Sul e Rodésia. Ataques e sabotagens às linhas de transmissão e às subestações eram estratégias usadas pela RENAMO para a desestabilização do país, uma vez que o governo moçambicano não tinha como proteger as quatro mil torres de transmissão que atravessam cerca 900 km do país.
Em 1986, a barragem recebeu a visita do então presidente da República de Moçambique, Samora Machel. A seguinte inscrição comemorativa foi então colocada:
| “ | Esta maravilhosa obra humana do género humano constitui um verdadeiro hino à inteligência, um promotor do progresso, um orgulho para os empreiteiros, construtores e trabalhadores desta fantástica realização. Cahora Bassa é a matriz do desenvolvimento do Moçambique independente. Os trabalhadores moçambicanos e portugueses, fraternalmente, juntando o suor do seu trabalho e dedicação, garantem que este empreendimento sirva os interesses mais altos do desenvolvimento e prosperidade da R.P.M. Moçambicanos e Portugueses consolidam aqui a unidade, a amizade e solidariedade cimentadas pelo aço e betão armado que produziu Cahora Bassa. Que Cahora Bassa seja o símbolo do progresso, do entendimento entre os povos e da paz no mundo. | ” |

Após 25 anos de independência, não era mais tolerável para Moçambique que Portugal ainda fosse dono e operasse a usina, e planos e propostas para comprar a parte portuguesa foram feitas, mas todas negadas. Tais medidas reacenderam a ideia para a construção da barragem de Mphanda Nkuwa, que atenderia a demanda doméstica de Moçambique. Somente em 2006 parte da participação portuguesa foi vendido.

## Aquisição da usina
A 31 de Outubro de 2006 o Estado português vendeu parte da participação de 82% que detinha no consórcio, ao estado moçambicano, por 760 milhões de euros, ficando apenas com 15% do capital. Os restantes 85% passaram a caber ao Estado moçambicano, em troca de 950 milhões de dólares. O acordo foi assinado entre o primeiro-ministro português José Sócrates e o presidente moçambicano Armando Guebuza, em Maputo. A última tranche do pagamento devido pelo estado moçambicano só se realizou a 27 de Novembro de 2007, tendo a cerimónia de reversão do empreendimento para Moçambique sido realizada na vila do Songo a 28 de Novembro de 2007.
A 9 de Abril de 2012, Portugal vendeu os restantes 15% da participação que detinha, por 97 milhões de dólares (74 milhões de euros). O Primeiro-Ministro português Pedro Passos Coelho reuniu-se com o Presidente Armando Guebuza, em Maputo, para assinar a venda, em partes iguais, daquela participação, a uma empresa moçambicana e à REN.